# Voderady (okres Trnava)
Voderady jsou obec na Slovensku v okrese Trnava. Žije zde přibližně 1 600 obyvatel.
Nacházejí se 11 km na jih od okresního města Trnavy. Na severu sousedí se Slovenskou Novou Vsí a obcí Cífer, na jihu a východě s obcí Pavlice a na západě s katastrem vsí Pusté Úľany a Veľký Grob.
Voderady jsou typická zemědělská obec. Rozkládají se na území Trnavské pahorkatiny. Jsou zde velmi příznivé podmínky pro zemědělskou výrobu. Vzhledem k ročnímu srážkovému průměru 300–350 mm patří Voderady k nejteplejším a současně k nejsušším zemědělským oblastem na Slovensku.

## Historie
První písemná zmínka o obci pochází z roku 1243.
V 18. století patřily Voderady k panství uherského šlechtice Františka Zičiho. Jeho rodinné sídlo – zámek s přilehlým parkem je dodnes dominantou obce.

## Pamětihodnosti
- Římskokatolický kostel sv. Ondreje z roku 1714

## Příroda
Území obce je součástí chráněného ptačího území v soustavě Natura 2000 s názvem Úľanská mokraď.